# Noël Hallé
Noël Hallé (* 2. September 1711 in Paris; † 5. Juni 1781 ebenda) war ein französischer Rokoko-Maler und Schriftsteller.

## Leben und Wirken
Noël Hallé erhielt seinen ersten Unterricht in Malerei von seinem Vater Claude Guy Hallé (1652–1736) und von Jean Restout dem Jüngeren. Seine Mutter war die Marie Boutet (1677–1711). Nachdem er den Hauptpreis der Académie royale de peinture et de sculpture gewonnen hatte, wurde er als Mitglied aufgenommen. In seiner Jugend war er Bewohner der Académie de France à Rome.
Seit dem Jahre 1750 war er mit der Françoise „Geneviève“ Lorry (1733–1807) verheiratet, sie hatten zwei Kinder Jean Noël Hallé und Catherine Charlotte Hallé (1755–1841).
Zu seinen Schülern gehörte Pierre-Antoine Mongin (1761–1827).

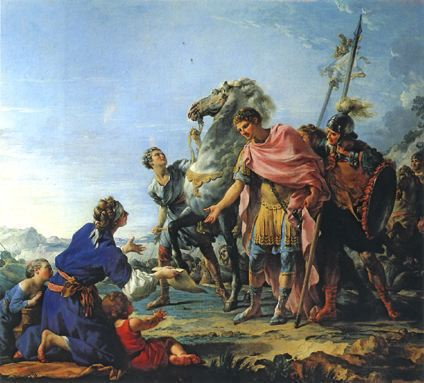
La justice de Trajan, 1765

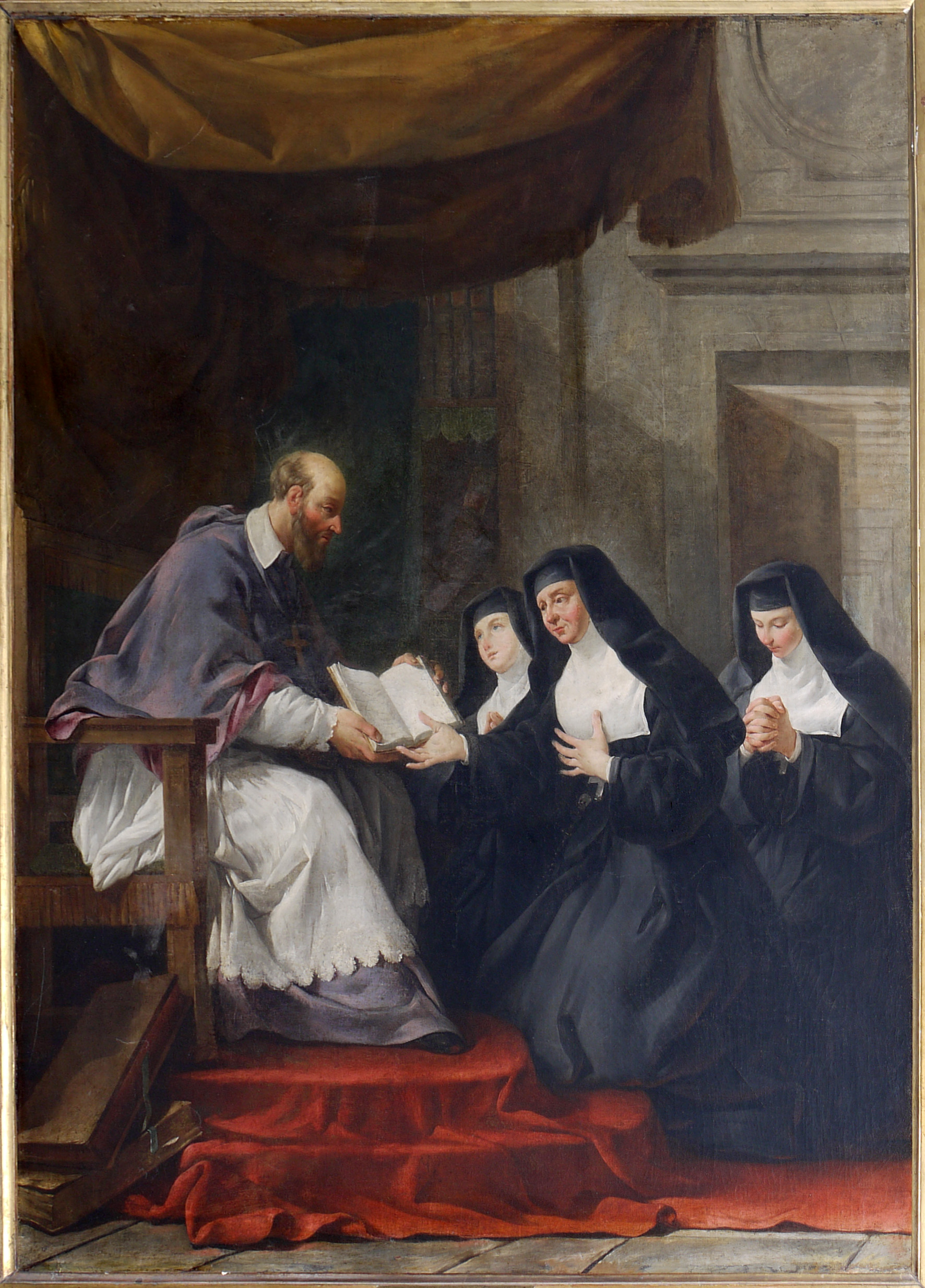
Saint François de Sales donnant à sainte Jeanne de Chantal la règle de l'ordre de la Visitation. Église Saint-Louis-en-l'Île

## Werke (Auswahl)
- Clemence de Trajan (1765), 265 × 302 cm, Musée des Beaux-Arts, Marseille
- Cornélia, mère des Gracques, National Gallery of Australia, Canberra
- Dispute de Minerve et de Neptune, (1748), 156 × 197 cm, Musée du Louvre, Paris
- Hercule domptant Achéloüs, ca. 1763, Musée d'art de Toulon
- La Course d’Hippomène et d’Atalante, Musée du Louvre
- La Dispute de Minerve et de Neptune pour donner un nom a la ville d’Athènes, Musée du Louvre
- La Fuite en Égypte, Musée des Beaux-Arts d’Orléans
- La Mort de Sénèque, Boston, Museum of Fine Arts
- Apollon et Midas (~1750), 52 × 40 cm, Palais des Beaux-Arts de Lille
- Egle et Silène, Palais des Beaux-Arts de Lille
- L’Assomption de la Vierge, Palais des Beaux-Arts de Lille
- Le Triomphe de Bacchus, Rouen; musée des Beaux-Arts
- Les magistrats de la ville de Paris recevant la nouvelle de la paix de 1763, Musée de Versailles
- Les Vendanges ou l’Automne, Musée de Versailles
- L’Hiver ; Vieillard se chauffant à un brasero, Dijon, Musée des Beaux-Arts
- Libéralité de Cimon l’Athénien, 322 × 322 cm, Musée du Louvre
- Mort d’un roi, London, Institut Courtauld
- Paysage avec architecture et figures, Musée du Louvre
- Pyrame et Thysbe, Musée des Beaux-Arts de Caen
- Saint Basile devant le préfet Modestus, Musée d’Orléans
- Hercule et Omphale, 1759, Cholet, Musée d'Art et d'Histoire
- Les Génies de la poésie, de l'histoire, de la physique et de l'astronomie, 1761, Musée des Beaux-Arts d’Angers